# هادي نصر الله
هادي حسن نصر الله (1979 - 13 سبتمبر 1997) هو الابن البكر لأمين عام حزب الله السابق حسن نصر الله (31 أغسطس 1960 – 27 سبتمبر 2024) من زوجته فاطمة ياسين. كان هادي قد التحق بصفوف «المقاومة الإسلامية» الجناح العسكري لحزب الله، كما أكمل دراسته في ثانوية المصطفى بحارة حريك، وعقد زواجه في 4 نيسان 1997 على بتول خاتون، بنت رجل الدين الشيخ علي خاتون.

## مقتله
رصدت المقاومة الإسلاميَّة في 12 سبتمبر 1997 تحركًا لقوة إسرائيلية ضمن نطاق الجبل الرفيع في إقليم التفاح فدخلت مجموعات بينها مجموعة تضم هادي إلى المنطقة لنصب كمين للقوة الإسرائيلية، واشتبكت معها طويلاً، مؤديةً لأربعة قتلى والعديد من الإصابات، وباشرت مجموعة المقاومين انسحابها دون إصابات. لكنَّ القوات الإسرائيلية أرسلت الطيران المروحي وقوات برية أخرى مما استدعى مواجهات إضافية وقد أصيب في هذا الوقت هادي إصابتين قاتلتين في خاصرته وعنقه. كما أسرت القوات الإسرائيلية جثمانه، واستشهد معه كل من هيثم مغنية وعلي كوثراني.
وقف والده أمين عام حزب الله حسن نصر الله في نعيه قائلًا: «إنني أشكر الله سبحانه وتعالى على عظيم نعمه، أن تطلع ونظر نظرة كريمة إلى عائلتي فاختار منها شهيدًا»، كاسرًا بذلك الحملات الإعلامية الإسرائيلية التي صورت استشهاد نجله كضربة معنوية لحزب الله.

## استعادة الجثمان
استُعيد جثمانه في 26 يونيو 1998 حين سَلَّمَت السلطات الإسرائيلية 40 جثمان لبناني وإطلاق سراح 60 أسيرًا لبنانيًا (بينهم 10 معتقلين كانوا محتجزين في السجون الإسرائيلية و50 آخرين في معتقل الخيام)، وقد أخرجت جثامين 38 من المقابر وجثمانين من مشرحة أبو كبير هما هادي نصر الله وعلي كوثراني وبالمقابل سلم حزب الله رفات الرقيب الصهيوني إيتامار إيليا من وحدة الكوماندوز في سلاح البحرية الإسرائيلية في القسم العسكري في مطار اللد والذي قُتل مع 11 ضابط وجندي إسرائيلي آخرين خلال مهمة خاصة في لبنان في كمين أنصارية.

## تكريمه
كرمته  بلدية حارة حريك بإطلاق اسمه على أوتوستراد في الضاحية الجنوبية لبيروت.

## روابط خارجية
- في الذكرى 23 لاستشهاده.. زينب وجواد حسن نصر الله يحكيان شقيقهما الشهيد هادي على يوتيوب عبر قناة الميادين في 12 سبتمبر 2020